# Henriettea spruceana
Henriettea spruceana är en tvåhjärtbladig växtart som beskrevs av Célestin Alfred Cogniaux. Henriettea spruceana ingår i släktet Henriettea och familjen Melastomataceae. Inga underarter finns listade i Catalogue of Life.